# Cora Madou
Pour les articles homonymes, voir Madou.
Cora Madou, pseudonyme de Jeanne Odaglia, est une chanteuse française réaliste du début du XXe siècle, née à Marseille le 5 janvier 1891 et décédée à Villefranche-sur-Mer le 26 février 1971.

## Biographie
Cora Madou commence sa carrière au début des années 1910 à Marseille avant de monter à Paris en 1919 où, après un passage au Bataclan, elle se produit dans des cabarets, principalement dans celui récemment ouvert de Nilson Fyscher qui fera décoller sa carrière. Elle devient la compagne de Vincent Scotto jusqu'en 1937. Celui-ci l'aide dans sa carrière et compose la plupart des titres de son répertoire. Elle se veut proche de son public et refusera tout concert dans de grandes salles. Elle se produit généralement devant son piano, accompagnée de Vincent Scotto à la guitare et d'un ou deux musiciens. Ses chansons les plus connues sont J'ai rêvé d'une fleur, Tu m'fais rire ou Écoute ma guitare. Après vingt ans de carrière et de succès, elle interrompt brutalement sa carrière pour épouser le 22 avril 1938 le ministre de l'Air Guy La Chambre, alors qu'elle est au faîte de sa gloire.

## Répertoire
- Femmes et roses (Vincent Scotto), 1926
- Tu me demandes si je t'aime (Bertet - Vincent Scotto), 1927
- Comme autrefois (Scotto - Carré), 1930
- Laisse-moi (Scotto, Bertet, Géo Koger), 1930
- Passion (Scotto - Bertet), 1930
- Sans toi (Vincent Scotto - René Sarvil), 1930
- On n'les trouve plus (Scotto, Koger, Karol), 1931
- Un mot, un sourire, un regard (Vincent Scotto, Koger, Karol), 1931
- Berce moi (Bertet, Koger - Vincent Scotto), 1932
- Sur le Yang Tse (Jean Lenoir - Vincent Scotto), 1932
- Tchin Tchin Lou (Lenoir - Vincent Scotto), 1932
- Tu m'fais rire (Phyllo - Vincent Scotto), 1932
- J'ai rêvé d'une fleur (René Sarvil - Vincent Scotto), 1933
- Ma rue (Charles, Lenoir), 1933
- Moi, j'écoute l'accordéon (Carco, Rieux - Vincent Scotto), 1933
- Adieu, Venise provençale (René Sarvil - Vincent Scotto), 1934
- Paradis du rêve (Tiarko Richepin, Fyscher), 1934
- Après toi je n'aurai plus d'amour (Koger - Vincent Scotto), 1935
- Écoute ma guitare (Bertet, Gitral - Vincent Scotto), 1935
- Je ne rêve que de lui (Bertet, Gitral - Vincent Scotto), 1935
- Le Plus Beau Tango du monde (René Sarvil - Vincent Scotto), 1935
- Tango illusion (Koger, Vincent Scotto, Sellers), 1935
- Vous avez l'éclat de la rose (René Sarvil - Vincent Scotto), 1935

## Honneurs
En son honneur, une marque parisienne d'automobiles a pris son nom "Automobiles Madou". Cette société a produit des voitures de 1922 à 1925 ou 1926.

## Iconographie
- Cora Madou, affiche de Paul Colin, 1930.